# مقياس روكويل

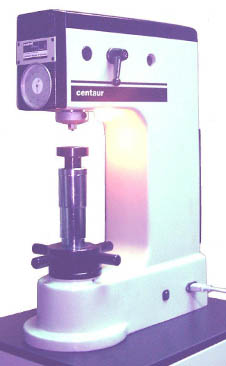
جهاز اختبار روكويل.

اختبار روكويل للصلادة (بالإنجليزية: Rockwell scale)‏ هو اختبار للصلادة يعبر عن مدى مقاومة مادة ما للخدش. تعتمد القيم الناتجة عن اختبار روكويل على المقارنة بين قياسيّ عمقيّ اختراق أداة الخدش في الاختبار، عند استخدام حملين مختلفين. هناك مستويات مختلفة للاختبار يعبر عنها بأحد الأحرف، وتختلف عن بعضها بحسب قيمة الحمل المستخدم أو نوعية أداة الخدش. القيم الناتجة تعبر عن أرقام لا بعدية، يرمز لهما بالرمز " HRX " حيث " X " هو الحرف الذي يعبر عن مستوى الاختبار.
عند تطبيق هذا الاختبار على المعادن، فغالباً ما تتناسب القيم الناتجة مع قيم إجهاد الشد لها.

## الاختبار
تتحدد قيم الصلادة باستخدام اختبار روكويل لمادة ما عن طريق التأثير عليها بحمل صغير يليه حمل كبير، ثم المقارنة بين عمقيّ الاختراق. تتحد بعد ذلك قيمة الصلادة مباشرة باستخدام جداول معينة.

مبدأ روكويل لقياس الصلادة (أختبار B, يستخدم كرة من الصلب وتعيين عمق الاختراق)

### مميزات الاختبار
1. يمتاز الاختبار بقدرته على عرض قيم مباشرة للصلادة، وبالتالي تفادي الحسابات المملة في بعض اختبارات قياس الصلادة الأخرى.
2. بعض أجهزة هذا الاختبار محمولة، مما يعطي إمكانية لاستخدامه في أماكن مختلفة.
3. الموثوقية في القيم الناتجة.
4. السرعة في الاختبار.
5. صغر مساحة الخدش، مما يجعل الاختبار يصنف من الاختبارات اللا إتلافية.

### احتياطات واجبة
تراعى عدة احتياطات لضمان دقة النتائج الناتجة عن الاختبار مثل:
1. أن يكون سمك المادة المختبرة على الأقل 10 أضعاف عمق الخدش الناتج عن الاختبار.
2. أن يكون سطح الاختبار مستوياً، وأن يكون الحمل المستخدم عمودياً على السطح، وإلا قد يستخدم معامل تصحيح (بالإنجليزية: correlation factor)‏ للنتائج.

## مستويات اختبار روكويل
هناك عدة مستويات لاختبار روكويل أكثرها شيوعاً "B" و"C"، وهي تعبر عن قيم للصلادة بأرقام لا بعدية.
| المستوى                                        | الرمز | الحمل المستخدم | أداة الخدش                   | الاستخدام                                      |
| ---------------------------------------------- | ----- | -------------- | ---------------------------- | ---------------------------------------------- |
| A                                              | HRA   | 60 kgf         | 120° مخروط ماسي              | كربيد التنجستن                                 |
| B                                              | HRB   | 100 kgf        | كرة من الصلب قطرها 1/16 بوصة | الألومنيوم والنحاس الأصفر والصلب منخفض الكربون |
| C                                              | HRC*  | 150 kgf        | 120° مخروط ماسي              | الصلب عالي الصلادة                             |
| D                                              | HRD   | 100 kgf        | 120° مخروط ماسي              |                                                |
| E                                              | HRE   | 100 kgf        | كرة من الصلب قطرها 1/8 بوصة  |                                                |
| F                                              | HRF   | 60 kgf         | كرة من الصلب قطرها 1/16 بوصة |                                                |
| G                                              | HRG   | 150 kgf        | كرة من الصلب قطرها 1/16 بوصة |                                                |
| * تعتبر القراءات التي تقل عن HRC 20 غير مقبولة |       |                |                              |                                                |

## وصلات خارجية
- جدول تحويلات روكويل
- جدول للتحويل من روكويل إلى برينل
- بعض أمثلة لأجهزة اختبار روكويل